# 구니얀디어
구니얀디어(Gooniyandi, Guniyandi, Kuniyanti)는 오스트레일리아 킴벌리 인근 피츠로이크로싱 지역의 원주민인 구니얀디족의 언어이다. 오늘날 약 100명이 사용한다. 구니얀디어는 아이들이 더 이상 배우지 않는 소멸위기언어이다. 구니얀디어 사용 지역의 아이들은 구니얀디어가 아닌 오스트레일리아 크리올을 배우며 자란다.
윌리엄 맥그리거에 의해 1982년 처음 문증되었다.

## 분류
구니얀디어는 부누바어와 가까운 관계로, 두 언어는 영어와 네덜란드어만큼 비슷하다. 두 언어는 부누바어족에 속한 유일한 언어들이다. 두 언어는 대부분의 오스트레일리아 원주민 언어가 속한 파마늉아어족에 속하지 않는다.

## 음운론
구니얀디어의 음소 목록은 부누바어와 동일하다.
구니얀디어의 모음은 /a, i, u/ 3가지이다. /a/는 장단이 대립한다.
|        | 변자음   | 변자음   | 설단음 | 설단음 | 설첨음 | 설첨음 |
| 순음   | 연구개음 | 경구개음 | 치음   | 치경음 | 권설음 |        |
| ------ | -------- | -------- | ------ | ------ | ------ | ------ |
| 파열음 | p        | k        |        | th /t̪/ | t      | rd /ʈ/ |
| 비음   | m        | ng /ŋ/   |        | nh /n̪/ | n      | rn /ɳ/ |
| 전동음 |          |          |        |        | r      |        |
| 설측음 |          |          |        |        | l      | rl /ɭ/ |
| 접근음 |          |          | y /j/  |        |        | r /ɻ/  |

## 문자
구니얀디어 공동체는 1984년에 로마자 정서법을 채택했다. 정서법은 이후 1990년과 1999년에 개정되었다. 구니얀디어 정서법은 몇몇 음소를 구분하지 않기 때문에 완전히 음소적이지는 않다.

## 문법
구니얀디어에는 성이 없고 여러 격이 있다. 구니얀디어의 격 체계는 능격-절대격 정렬을 보인다. 구니얀디어에서 동사는 문장이 마지막에 오지만 주어와 목적어 사이에는 정해진 어순이 없다.

## 참고 문헌
- McGregor, William (1984). 《A grammar of Kuniyanti: an Australian Aboriginal language of the southern Kimberley, Western Australia》 (학위논문). hdl:2123/15383.
- McGregor, William (1990). 《A Functional Grammar of Gooniyandi》. Amsterdam: John Benjamins.
- McGregor, William (1994). 〈Gooniyandi〉.   Nick Thieberger & William McGregor. 《Macquarie Aboriginal Words》. The Macquarie Library. 193–213쪽.
- McGregor, William (2004). 《The Languages of the Kimberley, Western Australia》. London, New York: Taylor & Francis.
- M Haspelmath; M S Dryer; D Gil; B Comrie (2005). 《The World Atlas of Language Structures》. Oxford: Oxford University Press.